# Throw It Back
Throw It Back è un singolo della rapper statunitense Missy Elliott, pubblicato il 23 agosto 2019 come primo estratto dal primo EP Iconology.

## Video musicale
Il videoclip ufficiale della canzone è stato diffuso in concomitanza con la sua uscita.

## Classifiche
| Classifica (2019) | Posizione massima |
| ----------------- | ----------------- |
| Stati Uniti       | 101               |